# 298 до н. е.

## Події
- по Чандраґупті в імперії Маур'їв править Біндусара